# تپه مقتیه ۱
تپه مقتیه ۱ در شهرستان شوشتر، روستای دیلم جدید واقع شده و این اثر در تاریخ ۵ آذر ۱۳۸۰ با شمارهٔ ثبت ۴۳۵۰ به‌عنوان یکی از آثار ملی ایران به ثبت رسیده است.